# Corchaug
Corchaug (Cochaug), pleme američkih Indijanaca konfederacije Metoac, jezične porodice Algonquian, nastanjeno u prvoj polovici 17. stoljeća na područjima oko Riverheada i Southolda na otoku Long Island, u današnjoj saveznoj američkoj državi New York. Kraj što su ga naseljavali nazivali su Yennecott, i prostirao se od Orient Pointa do Wading Rivera. Na indijanskoj zemlji su već 1640. puritanci iz kolonije New Haven pod vodstvom John Youngsa, utemeljili naselje Southold. Indijanci koji su ovdje obitavali su potisnuti i velikim dijelom zarobljeni i prodani u roblje, a poznat je i slučaj kada je osmogodišnja djevojčica Sarah bila prodana od nekog James Pearsalla iz Southolda Johnu Parkeru iz Southamptona. Mnogi Indijanci pomrli su od bolesti koje su sa sobom donesli bijeli naseljenici, a dio ih se poženio za dopremljene crne robove u vlasništvu Southolderaca. 

## Vanjske poveznice
- A Brief Account of Southold's History  Arhivirana inačica izvorne stranice od 6. prosinca 2008. (Wayback Machine)